# بارب طلایی
بارب طلایی (Barbodes semifasciolatus)،  که به نام بارب چینی نیز شناخته میشود، گونه‌ای ماهی از خانواده کپورماهیان بومی حوضه رودخانه سرخ در جنوب شرقی آسیا است که در آب‌های شیرین با عمق ۵ متر (۱۶ فوت) یا کمتر زندگی میکند. نوع اهلی شده این گونه که عموماً به عنوان بارب طلایی یا بارب شوبرتی شناخته می شود، یک ماهی آکواریومی بسیار محبوب است. 

## توضیحات
ماهی های بالغ این گونه دارای پشتی کمانی و یک جفت سبیلک کوتاه در فک بالایی در گوشه های دهان هستند. قسمت پشتی به رنگ قهوه ای مایل به قرمز روشن است، طرفین ماهی به رنگ سبز متالیک یا زرد-سبز است و زیر شکم آن برنجی یا طلایی براق میباشد. شکم نرها در زمان جفت گیری به رنگ سفید و زرد مایل به سبز تغییر میکند. ماده ها را می توان از روی رنگ های کسل کننده و اندازه کلی بدن آنها از نرها تشخیص داد.
طول این گونه می تواند به ۷ سانتیمتر (۲٫۸ اینچ)  نیز برسد. ولی در شرایط عادی بیشتر از ۳٫۵ سانتیمتر (۱٫۴ اینچ) SL رشد نمیکنند. 

## رژیم غذایی
رژیم غذایی بارب طلایی شامل انواع بی مهرگان نظیر حشرات، سخت پوستان همچنین کرم ها و مواد گیاهی است. 

## پرورش
بارب طلایی بصورت پراکنده تخم‌ریزی میکند و ماهی ماده بالغ معمولاً حدود صد تخم می‌ریزد ، اگرچه در حالتی استثنایی تا ۴۰۰ تخم‌ریزی توسط یک ماده نیز مشاهده شده است. تخم‌ریزی در اولین روشنایی و در اوایل صبح اتفاق می افتد.
سویه محبوب بارب طلایی یا بارب طلایی شوبرتی در دهه ۱۹۶۰ توسط توماس شوبرت و از طریق پرورش انتخابی ایجاد شد. سال‌های متمادی تصور می‌شد که این ماهی گونه‌ای جداگانه است، اما در واقع گونه ای انتخاب شده از گونه‌های بومی(سبز) است که به ندرت در آکواریوم یافت می‌شود. بارب طلایی یک گونه فعال و تا حدودی تهاجمی و یک ماهی گله‌‌زی است که بیشتر در سطح متوسط و پایین آب زندگی میکند. طول عمر معمولی آن در اسارت حدود چهار تا شش سال است. این ماهی به راحتی در استخرهای روباز و استخرهای آزاد در طول ماه های تابستان تولیدمثل می کند و بهتر از سایر ماهی های گرمسیری در برابر دمای سردتر مقاومت می کند. با این حال، سرما را مانند همتایان بارب چینی ساده تر خود تحمل نمی کند.